# Resolução 110 do Conselho de Segurança das Nações Unidas
Resolução 110 do Conselho de Segurança das Nações Unidas, foi aprovada em 16 de dezembro de 1955, afirmou que um artigo na Carta das Nações Unidas contanto que se a Conferência Geral dos membros das Nações Unidas com o objetivo de revisão da Carta não tinha sido realizada antes da décima sessão anual da Assembleia Geral e que tal conferência seria realizada se assim for decidido pela maioria de votos da Assembleia Geral e por 7 membros quaisquer do Conselho de Segurança. Tendo considerado a Resolução 992 da Assembleia Geral das Nações Unidas, foi decidido que uma conferência para revisão da Carta deve ser realizada.
Foi aprovada com 9 votos, a União Soviética votou contra e a França se absteve.